# Johannes Lasaroff
Johannes Lasaroff (Joensuu, 10 settembre 1995) è un cestista e dirigente sportivo finlandese.

## Palmarès
- Campionato finlandese: 1

Joensuun Kataja: 2016-17
- Coppa di Finlandia: 1

Joensuun Kataja: 2012